# Chinook (chien)

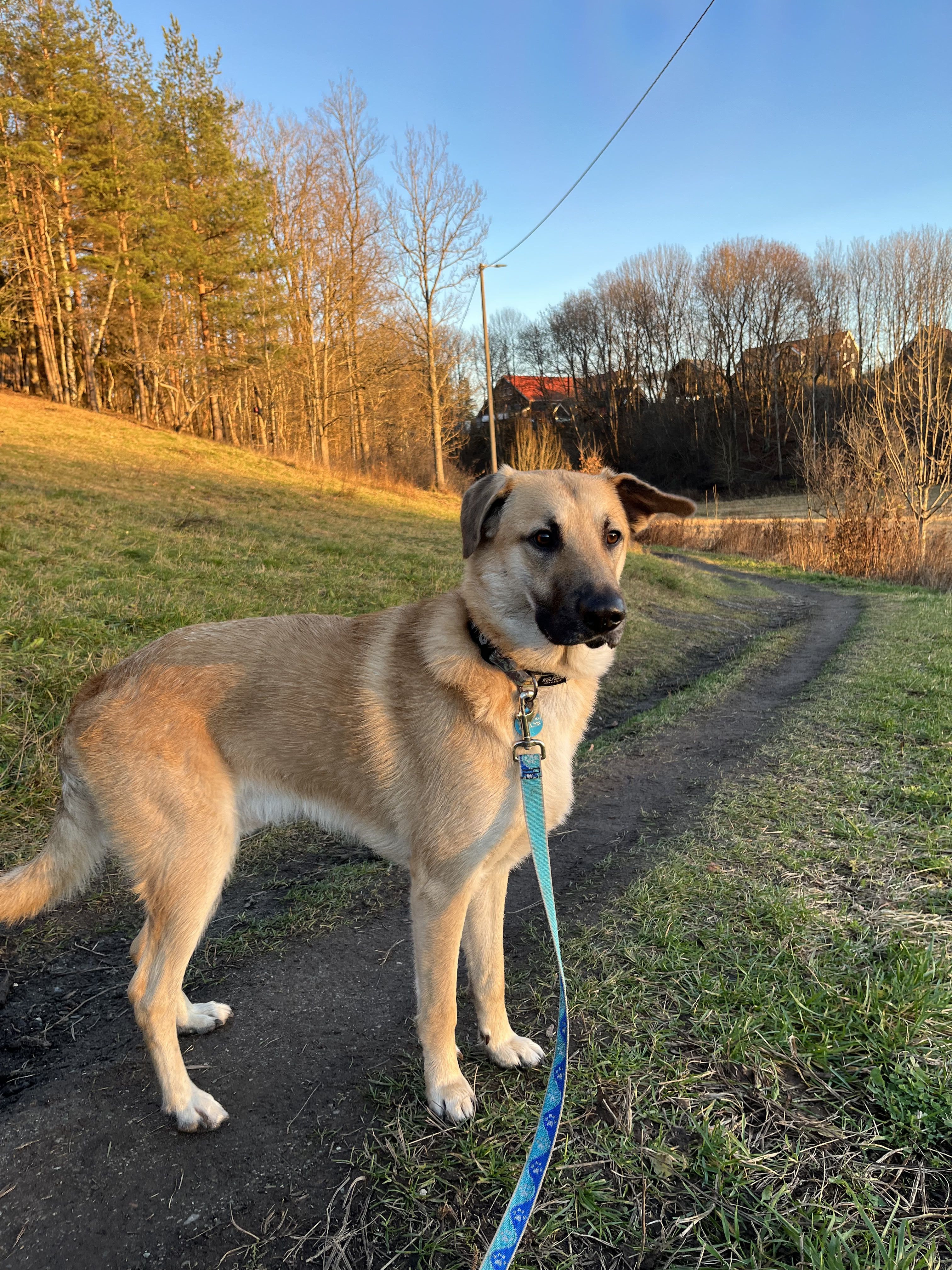
Mâle Chinook âgé de 2 ans à la date de la prise de vue.

Le Chinook est à l'origine une race de chien de traîneau, développée dans l'État du New Hampshire aux États-Unis au début du XXe siècle. Le chinook est le chien officiel de l'État.

## Description

### Apparence
Mesurant de 53 à 69 cm de hauteur au garrot et pesant 20 à 41 kg, le Chinook est équilibré et musclé. Le standard de la race United Kennel Club (UKC) stipule : « La coloration idéale va du miel clair au rouge doré. Des marques noires aux coins intérieurs des yeux ainsi que des marques fauve foncé à noires sur les oreilles et le museau sont préférées. Les poils de garde de la queue peuvent être noirs. Aucune marque blanche n'est autorisée. Des marques chamois sur les joues, le museau, la gorge, la poitrine, la culotte, les doigts et le dessous sont acceptables ». Le standard de l'UKC exclut toute couleur autre que le fauve et disqualifie l'albinisme. D'autres standards proposés stipulent que le double pelage de longueur moyenne est de couleur « fauve », avec des nuances plus foncées sur le museau et les oreilles. Les chiens blancs ou d'autres couleurs ne sont pas autorisés.
La couleur des yeux varie de brune à ambre. Le port des oreilles est variable, mais les oreilles tombantes sont préférées. La tête est plus rectangulaire que celle des autres races de chiens de traîneau. Contrairement aux autres races arctiques où la queue en brosse panache est habituel, la queue du Chinook est un sabre bien fourré.

### Tempérament
Le Chinook est un compagnon de famille affectueux et joueur, particulièrement dévoué aux enfants. C'est un travailleur volontaire, désireux de faire plaisir et enthousiaste d'apprendre. Il est très facile à dresser bien que pas toujours intéressé par la nourriture, adaptable et polyvalent. Grégaire avec les autres chiens, il travaille bien en équipe et au sein de meutes familiales. Le Chinook est un chien digne ; certains peuvent se montrer réservés avec les étrangers, mais ne doivent jamais paraître timides ou agressifs.

## Santé
Les problèmes de santé comprennent des problèmes héréditaires normaux tels que l'épilepsie, la dysplasie de la hanche et l'atopie. La cryptorchidie est également courante, survenant chez environ 10 % de tous les chiens mâles.

## Historique

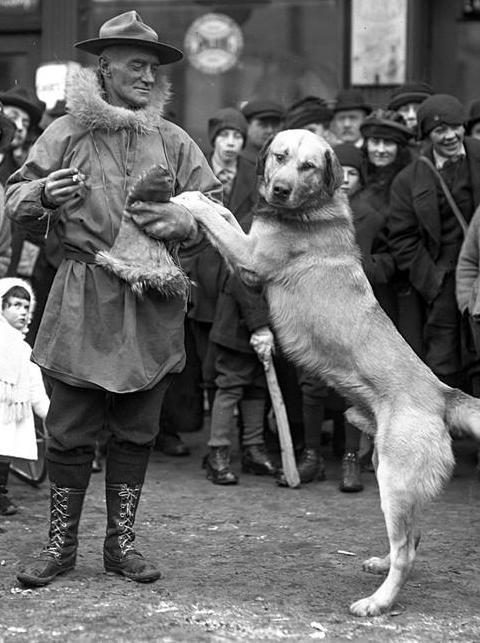
Arthur T. Walden et Chinook, 1922.

Le Chinook doit son existence à Arthur Treadwell Walden, de Wonalancet, dans le New Hampshire. La race est principalement issue d'un ancêtre mâle, né en 1917, initialement nommé « Rikki » puis renommé « Chinook », qui était le chien de tête et l'étalon de Walden. Walden a commencé à créer ce qu'il croyait être le chien de traîneau idéal après une expédition au Yukon, où il a travaillé aux côtés d'un guide esquimau et de son chien nommé Chinook. Pour créer son propre Chinook, Walden a croisé un chien du Groenland, descendant direct du chien de tête de l'expédition Peary au pôle Nord, nommé Ningo, avec un grand mâle croisé Mastiff / Saint- Bernard fauve, nommé Kim. Le couple a eu trois chiots. L'épouse de Walden, Katherine Sleeper Walden, les a nommés Rikki, Tikki et Tavi en référence au Livre de la Jungle. En grandissant, Rikki a développé les traits recherchés par Walden et a été rebaptisé Chinook, d'après le chien de son compagnon amérindien. La race « Chinook » est issu du croisement d'une femelle. Les photos de « Chinook » montrent un chien aux oreilles tombantes, ainsi qu'une large tête et museau de Mastiff. Le chien de Walden a ensuite été accouplé avec des bergers belges, des bergers allemands, des esquimaux canadiens et peut-être d'autres races ; sa progéniture a elle-même été accouplée avec lui pour obtenir le type souhaité, et il était apparemment un excellent reproducteur de ses propres traits.
Arthur Walden était un conducteur de chiens expérimenté, fort de nombreuses années d'expérience au Yukon ; il était conducteur principal et entraîneur lors de l'expédition de Byrd en Antarctique en 1929. On lui attribue l'introduction des sports de traîneau à chiens en Nouvelle-Angleterre et la fondation du New England Sled Dog Club en 1924. Le premier « Chinook », âgé de 12 ans, a disparu lors de l'expédition de Byrd alors qu'il transportait des provisions par voie terrestre entre le navire et le rivage. On présume qu'il est mort.
Le contrôle du stock reproducteur principal passa de Walden à Julia Lombard, puis de celle-ci à Perry Greene à la fin des années 1940. Greene, un homme de plein air réputé, élevait des Chinook à Waldoboro dans le Maine, pendant de nombreuses années jusqu'à sa mort en 1963. Rare et étroitement surveillée par Greene, qui fut pendant de nombreuses années le seul éleveur de Chinook, la population diminua rapidement après sa mort. En 1981, seuls onze Chinook reproducteurs étaient répertoriés. Des éleveurs du Maine, de l'Ohio et de la Californie se partagèrent le stock restant et réussirent à sauver la race de l'extinction.
Le Chinook fut enregistré auprès de l'UKC en 1991 ; le nombre actuel d'animaux enregistrés est d'environ 800. Seule une centaine de chiots naissent chaque année dans le monde. Le registre dispose d'un programme de croisement permettant aux Chinook d'être accouplés à des individus d'autres races susceptibles d'avoir contribué à son développement ; les descendants issus de rétrocroisements de quatrième génération peuvent être acceptés comme Chinook de race pure UKC s'ils répondent aux exigences du programme de croisement de l'Association des propriétaires de Chinook.
Les Chinook ont rejoint la Foundation Stock Service de l’American Kennel Club (AKC),, en 2001 et ont ensuite été ajoutés à la classe « Divers » de l'AKC en 2010. Finalement, en janvier 2013, le Chinook est devenu la 176e race de l'AKC et a rejoint le groupe de travail. Les Chinook travaillent toujours pour être reconnus par d'autres grands clubs canins.

### Activités
Bien que certains propriétaires l'utilisent encore comme chien de traîneau pour le loisir, les Chinook semblent aujourd'hui être surtout utilisés comme animaux de compagnie. On les utilise également pour le transport de chiens, les opérations de recherche et sauvetage, le ski joëring, ainsi que pour les concours d'obéissance et d'agilité canine.